# 法善寺 (東京都北区)
法善寺（ほうぜんじ）は、東京都北区にある真宗大谷派系の単立寺院（浄土真宗東本願寺派）。

## 前史
東京都台東区東上野にある法善寺（以降、「上野法善寺」とする）は、1633年（寛永10年）に開山された寺である。1921年（大正10年）の市区改正計画（都市計画）により、立ち退くことになったので、東京府北豊島郡岩淵町（現・東京都北区）の現在の北区立桐ヶ丘中学校がある場所に土地を購入していた
ところが、1923年（大正12年）の関東大震災で市区改正計画が変更、一転して立ち退かなくてもよいことになり、そのまま現在も残っている。

## 歴史
1928年（昭和3年）、中山理賢によって開山された。理賢は上野法善寺の住職でもある。上野法善寺が購入していた土地は、陸軍に接収され、代替地（現在地）が与えられたので、そこに寺を創建した。
1983年（昭和58年）、これまで当寺は真宗大谷派の寺院であったが、真宗大谷派から離脱し単立寺院となった。1988年（昭和63年）の「浄土真宗東本願寺派」結成に参加し、浄土真宗東本願寺派の寺院となった。なお、上野法善寺も浄土真宗東本願寺派の寺になっている。

## 所蔵仏像
以下の仏像を所蔵している。
- 阿弥陀如来立像（本尊） - 製作年代：江戸時代前期、品質構造：寄木造
- 如来形立像 - 製作年代：江戸時代後期、品質構造：木造
- 聖徳太子立像 - 製作年代：江戸時代前期、品質構造：一木造

## 交通アクセス
- 赤羽駅より徒歩11分。